# Chartrettes
Chartrettes is een gemeente in het Franse departement Seine-et-Marne (regio Île-de-France) en telt 2391 inwoners (1999). De plaats maakt deel uit van het arrondissement Melun.

## Geografie
De oppervlakte van Chartrettes bedraagt 10,1 km², de bevolkingsdichtheid is 236,7 inwoners per km².
De onderstaande kaart toont de ligging van Chartrettes met de belangrijkste infrastructuur en aangrenzende gemeenten.

## Demografie
Onderstaande figuur toont het verloop van het inwonertal (bron: INSEE-tellingen).